# أولسان موبيس فوبوس
أولسان موبيس فوبوس (بالإنجليزية: Ulsan Mobis Phoebus) هو فريق كرة سلة كوري جنوبي تأسس في 1997 يقع في ألسان، يلعب في الدوري الكوري لكرة السلة.

## أبرز اللاعبين
- تشو دونغ كي
- يانغ دونغ جيون
- آدم تشب

## وصلات خارجية
- الموقع الإلكتروني